# Аортальный клапан

Анатомия сердца человека

Аорта́льный кла́пан (лат. valva aortae) — один из клапанов сердца человека или других теплокровных животных, располагающийся на границе левого желудочка и аорты, препятствуя обратному току крови из аорты в левый желудочек в диастолу. У человека клапан имеет три створки, открывающихся в сторону аорты. Полулунные створки, смыкаясь, перекрывают отверстие, соединяющее аорту и левый желудочек. Створки крепятся к фиброзному кольцу, которое образует отверстие между аортой и левым желудочком.

## Морфология

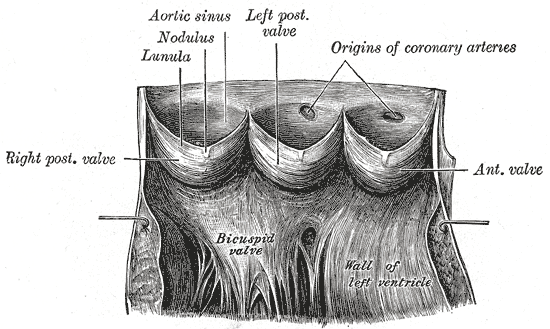
Аортальный клапан

По современным представлениям клапан (корень) аорты является объёмной воронкообразной или цилиндрической структурой, состоящей из трёх синусов Вальсальвы, трёх межстворчатых треугольников Гелле, трёх полулунных створок и фиброзного кольца, границами которого служат: проксимальной — вентрикулоаортальное соединение, и дистальной — синотобулярное соединение.
Используется также термин «аортально-клапанный комплекс». В узком смысле под аортальным клапаном понимают запирательный элемент, состоящий из трёх створок, трёх комиссур и фиброзного кольца.
Описание биомеханики клапана аорты через понятия общей механики показывает его как структуру, включающую прочный силовой (фиброзный) каркас и размещённые на нём тонкие оболочечные элементы — стенки синусов и створки. Деформации каркаса происходят под действием сил, возникающих в закреплённых на нём оболочках, каркас же определяет перемещения оболочечных элементов. Каркас состоит, в основном, из плотно упакованных коллагеновых волокон.

### Синусы Вальсальвы
Синусы Вальсальвы — расширенная часть начального отдела аорты. Синусы названы согласно отходящим коронарным артериям: правый коронарный, левый коронарный и некоронарный. Они ограничены проксимально соответствующим сегментом фиброзного кольца и створкой, а дистально — синотобулярным соединением. Стенка синусов тоньше стенки аорты и состоит только из интимы и медии, утолщённых коллагеновыми волокнами. Количество коллагеновых волокон в ней увеличивается (а эластиновых уменьшается) по направлению от синотобулярного к вентрикулоаортальным соединением. Коллагеновые волокна ориентированы в окружном направлении и располагаются по наружной поверхности синусов, а также участвуют в образовании межстворчатых треугольников, поддерживающих форму клапана. Основная роль синусов сводится к перераспределению напряжения между створками и синусами в диастолу и установление равновесного положения створок в систолу. На уровне их основания синусы разделены межстворчатыми треугольниками.

### Фиброзный каркас
Фиброзный каркас клапана аорты является структурой из фиброзных элементов корня аорты: фиброзного кольца основания створок, комиссуральных стержней и синотобулярного соединения.  

### Синотобулярное соединение
Синотобулярное соединение (арочное кольцо или арочный гребень) — соединение волнообразной формы между синусами и восходящей аортой.

### Вентрикулоаортальное соединение
Вентрикулоаортальное соединение (кольцо основания клапана) — округлой формы фиброзная и мышечная структура между выходным отделом левого желудочка и аортой.  В среднем, оно сформировано на 45—47 % из миокарда артериального конуса левого желудочка. 
В зарубежной литературе это соединение также называют «аортальным кольцом».

### Комиссура
Комиссура — линия соприкосновения смежных створок периферическими проксимальными краями на внутренней поверхности дистального сегмента корня аорты и предлежащая своим дистальным концом к синотобулярному соединению. 
Комиссуральные стержни (столбики) — места крепления комиссур на внутренней поверхности корня аорты, являются дистальным продолжением трёх сегментов фиброзного кольца.

### Межстворчатые треугольники Генле
Межстворчатые треугольники — фиброзные или фиброзно-мышечные компоненты корня аорты, расположенные проксимальнее комиссур между смежными сегментами фиброзного кольца и соответствующими створками.   Анатомически они являются частью аорты, но функционально обеспечивают выходные пути из левого желудочка и подвергаются воздействию его гемодинамики, а не аорты. Они играют важную роль, позволяя синусам функционировать относительно независимо, объединяют их и поддерживают единую геометрию корня аорты.
Если треугольники малы или асимметричны, то развивается узкое фиброзное кольцо или искривление клапана с последующим нарушением функции створок.

### Створки

Аортальный клапан (видео)

Створка — запирающий элемент клапана. Своим проксимальным краем створка отходит от полулунной части фиброзного кольца (плотной коллагеновой структуры). Створка состоит из тела (нагружаемой части), поверхности смыкания и основания.
Свободные края смежных створок в закрытом положении образуют зоны смыкания, распространяющуюся от комиссур к центру створки.    Имеющая треугольную форму центральная часть зоны смыкания створки получила название узелка Аранци.
Створка состоит из трёх слоёв (аортального, желудочкового и губчатого) и покрыта снаружи тонким эндотелиальным слоем. Слой, обращённый к аорте, содержит коллагеновые волокна, ориентированные в окружном направлении в виде пучков и тяжей, с небольшим количеством эластиновых волокон.  В зоне смыкания свободного края створки этот слой присутствует в виде отдельных пучков, которые «подвешены» между комиссуральными стержнями под углом около 125° относительно стенки аорты. В теле створки эти пучки отходят под углом 45° от фиброзного кольца в виде полуэллипса и заканчиваются на его противоположной стороне, что позволяет передавать нагрузки давлением в диастолу со створки на синусы и фиброзный каркас клапана.
В ненагруженной створке пучки коллагеновых волокон находятся в сокращённом состоянии в виде расположенных в окружном направлении волнистых линий на расстоянии около 1 мм друг от друга. Составляющие их волокна в расслабленном состоянии также имеют волнистую структуру с периодом волны около 20 мкм. Складки коллагеновых пучков легко распрямляются при малом нагружении створок, позволяя ткани растянуться. Эти пучки хорошо видны в нагруженном состоянии в проходящем свете.

## Эмбриология
Клапаны сердца развиваются из эмбриональных зачатков мезенхимальной ткани при закладке эндокарда. В процессе морфогенеза формируются предсердно-желудочковый канал (трикуспидальный и митральный клапаны) и желудочковый выносящий тракт (аортальный и пульмональный клапаны).
Развитие аортального клапана происходит из того же зачатка, что и у левого желудочка.

## Гемодинамика
В систолу левого желудочка под действием давления крови створки клапана открываются и кровь поступает в аорту, затем — в диастолу под давлением крови из аорты створки захлопываются, препятствуя обратному току крови в левый желудочек.
Перемещение створок клапана можно разделить на пять периодов:
1. подготовительный период, совпадает с фазой изоволюмического повышения внутрижелудочкового давления: створки, укорачиваясь в радиальном направлении, выпрямляются, ширина зоны примыкания уменьшается, радиальный угол наклона створки к основанию клапана увеличивается с 22° до 60°;
2. период быстрого открытия створок, продолжительностью 20—25 мс: с началом изгнания крови у основания створок образуется волна инверсии, быстро распространяющаяся в радиальном направлении на тела створок и дальше к их свободным краям;
3. пик открытия створок, приходится на первую фазу максимального изгнания крови: свободные края створок максимально изгибались в сторону синусов, форма открытия клапана приближается к кругу;
4. период устойчивого открытия створок, приходится на вторую фазу максимального изгнания крови: свободные края створок выпрямляются вдоль оси потока, клапан принимает форму цилиндра, и створки постепенно прикрываются, форма открытия клапана становится треугольной;
5. период быстрого закрытия клапана, совпадает с фазой редуцированного изгнания: у основания створок образуется волна реверсии, растягивающая сократившиеся створки в радиальном направлении, что приводит к смыканию вначале по желудочковому краю зоны смыкания, затем — к полному закрытию створок.

Механизм открытия и закрытия створок с образованием соответствующих волн инверсии и реверсии, а также увеличение радиального угла наклона створки (в первую фазу), можно отнести к демпферным механизмам корня аорты, снижающим деформации и напряжения створок клапана.

## Патология
- Аортальный порок сердца
- Стеноз аортального клапана
- Недостаточность аортального клапана